# Sesostri, re d'Egitto
Sesostri, re d'Egitto és una òpera de Domènec Terradellas estrenada el 1751 a Roma amb un èxit considerable. Aquesta òpera és una fita important dins la història de l'òpera a Catalunya perquè és la primera òpera d'un autor català estrenada a Catalunya, concretament al Teatre de la Santa Creu de Barcelona l'agost de 1754.
L'argument es basa en la figura del llegendari rei Sesostris, tal com apareix en les Històries d'Hèrodot, i en la recuperació del tron que fa Sesostris, que l'usurpador Amasis creia mort en haver assassinat el seu pare quan ell era un nen. Criat pel cortesà Fanetis, aquest l'envia a la cort, amagat sota el nom d'Osiris, fill d'Amasis que aquest no ha vist mai. Pensant que és el seu fill i que ha mort Sesostris, Amasis li ordena que comuniqui la mort d'aquest a la seva mateixa mare, Nitocris, esposa de l'anterior rei. La reina, que no sap que el missatger és son fill, planeja l'assassinat d'Ossiris/Sesostris. A més, la subtrama amorosa fa que Sesostris estigui enamorat d'Artènix (Artenice), filla de Fanetis, però que Amasis també se n'enamori i la demani en matrimoni per al seu suposat fill; com que Artènix tampoc no coneix la identitat reial de Sesostris, la confusió és contínua. Finalment, Sesostris fa empresonar Amasis i recupera el tron, amb la joia de Nitocris i Artènix, que serà la seva muller.
L'òpera segueix el model d'òpera italiana de l'època, amb una simfonia en tres temps (allegro-lento-allegro) i un seguit d'àries da capo (fins a dinou), la majoria de ritme viu i gran virtuosisme per a la veu; només hi ha dos números de conjunt: un tercet en començar el tercer acte i un concertant final amb tots els personatges llevat d'Amasis. L'orquestració, en la línia del moment, incorpora alguns moments de gran brillantor i un encertat acompanyament de les fustes.
És l'única òpera de Tarradelles estrenada a Barcelona. La representació devia tenir una solemnitat notable, ja que la dedicatòria del llibret va adreçada a la marquesa de la Mina, muller del capità general.
La seva estrena en temps moderns va tenir lloc l'11 de desembre de 2010 a l'Auditori de Barcelona, tot i que en versió de concert i sense els recitatius, que s'inclouen en l'enregistrament que es va fer en CD durant la setmana prèvia, a càrrec de la Reial Companyia d'Òpera de Cambra de Barcelona.